# ルチア・モリコ
ルチア・モリコ（Lucia Morico  1975年12月12日- ）は、イタリアのマルケ州・ファーノ出身の柔道選手。階級は78kg級。身長179cm。

## 人物
柔道は8歳の時に始めた。2000年のヨーロッパ選手権では無差別で2位になったが、シドニーオリンピック78kg級には国内予選でエマヌエーラ・ピエラントッツィに敗れたために出場できなかった。2004年アテネオリンピックでは3回戦で日本の阿武教子に指導3で敗れるが、敗者復活戦を勝ち上がって銅メダルを獲得した。2005年と2007年の世界選手権はそれぞれ5位に終わった。2008年北京オリンピックでは2回戦で日本の中澤さえを指導2で破るものの、次の3回戦で敗れてメダルは獲得できなかった。

## 主な戦績
- 1993年 - ヨーロッパジュニア　3位(66kg級)
- 1998年 - フランス国際　2位
- 1999年 - フランス国際　2位
- 1999年 - ユニバーシアード　3位
- 2000年 - ヨーロッパ選手権　無差別　2位
- 2001年 - ドイツ国際　2位
- 2001年 - 地中海競技大会　優勝
- 2001年 - グランプリ・セビリア　2位
- 2002年 - ロシア国際　優勝
- 2002年 - ヨーロッパ選手権　2位
- 2002年 - ワールドカップ団体戦　3位
- 2003年 - オランダ国際　3位
- 2003年 - ヨーロッパ選手権　優勝
- 2003年 - ミリタリーワールドゲームズ　優勝
- 2004年 - ブルガリア国際　優勝
- 2004年 - フランス国際　3位
- 2004年 - ドイツ国際　3位
- 2004年 - ヨーロッパ選手権　2位
- 2004年 - アテネオリンピック　3位
- 2005年 - ヨーロッパ選手権　3位
- 2005年 - 地中海競技大会　3位
- 2005年 - 世界選手権　5位
- 2006年 - イタリア国際　2位
- 2006年 - 韓国国際　優勝
- 2007年 - ドイツ国際　3位
- 2007年 - 世界選手権　5位